# Matt Elliott (voetballer)
Matthew Steven ("Matt") Elliott (Wandsworth, 1 november 1968) is een Schots voormalig betaald voetballer die als verdediger speelde. Hij was jarenlang aanvoerder van Leicester City, waarmee hij uitkwam in de Premier League.
Elliott kwam achttien keer uit voor het Schots voetbalelftal en scoorde met een kopbal tegen San Marino op 7 oktober 2000.

## Clubcarrière
Elliott werd profvoetballer bij Charlton Athletic in 1988, voordien was hij actief in het Engels amateurvoetbal. Hij mocht niet vaak spelen bij Charlton Athletic en werd slechts één keer gebruikt in de competitie; de toenmalige First Division. Hij beklom toen gestaag de ladder van het Engels clubvoetbal en kwam, na passages bij Torquay United, Scunthorpe United en Oxford United in de lagere reeksen, in januari 1997 terecht bij Leicester City.
Elliott werd aanvoerder van Leicester na het vertrek van clubicoon Steve Walsh en won twee keer de League Cup, in 1997 en 2000. In de finale van 2000, waarin Leicester tegenover Tranmere Rovers stond, was hij de volksheld met twee treffers. In de finale van 1997 én de replay tegen Middlesbrough speelde hij niet mee. Leicester stond ook in 1999 in de finale van de League Cup, maar Tottenham Hotspur won de beker na een doelpunt van Allan Nielsen vlak voor blessuretijd.
Elliott, een beenharde verdediger, wordt gezien als een cultheld. Na de bekerzeges trokken grote clubs aan zijn mouw, maar hij bleef de club steeds trouw. Tot en met zijn voetbalpensioen aan het einde van het seizoen 2003/2004 stond hij onder contract bij Leicester. In zijn laatste seizoen werd hij nog even uitgeleend aan Ipswich Town.

## Erelijst
| Competitie     |                |                  |
| Competitie     | Aantal         | Jaren            |
| Leicester City | Leicester City | Leicester City   |
| -------------- | -------------- | ---------------- |
| League Cup     | 2×             | 1996/97, 1999/00 |